# Беспечный Ромео
«Беззаботный Ромео» (англ. A Reckless Romeo) — короткометражная комедия Роско Арбакла 1917 года.

## Сюжет
Фэтти в парке ухаживает за девушкой, а в это время оператор новостей снял их на камеру. На второй день он с женой отправился в кинотеатр, а эти новости там и показали …

## В ролях
- Роско «Толстяк» Арбакл — муж
- Коринн Паркьют — жена
- Аньес Нилсон — теща
- Элис Лейк — девушка в парке
- Эл Сент-Джон — её парень
- Джимми Брайант — оператор новостей